# Эмбрион
Эмбрио́н (др.-греч. ἔμβρυον), или заро́дыш, — ранняя стадия развития живого организма, на которой он ещё находится в яйце или в матке. Термин «эмбрион», когда говорится о человеке, применяется к развивающемуся в утробе матери организму до конца восьмой недели с момента зачатия, с девятой недели он называется плодом. 
Зародышевое развитие, которое происходит обычно в яйцевых оболочках или особых органах организма матери, завершается появлением способности к самостоятельному питанию и активному передвижению.

## Эмбриональное развитие
Зародышевое, или эмбриональное, развитие живого организма происходит либо в яйцевых оболочках вне организма матери, либо внутри него.
В ходе этого развития из яйцеклетки возникает многоклеточный организм, состоящий из различных органов и тканей, который способен к самостоятельному существованию. У всех животных зародышевое развитие включает оплодотворение яйца или, в случае партеногенеза, его активацию, за которым следуют стадии дробления, гаструляции, органогенеза с последующим выходом из яйцевых оболочек или рождением.
Оплодотворение происходит либо в организме матери, либо в водной среде. За оплодотворением следует дробление яйца, в ходе которого оно последовательно и многократно делится на бластомеры — сперва крупные, а затем всё более и более мелкие клетки. В итоге возникает многоклеточный организм — бластула. Цепь делений дробления создаёт предпосылки для возникновения дифференцировки, то есть различий между частями зародыша. Первичную дифференцировку обусловливает неодинаковый состав цитоплазмы клеток, возникших из разных участков яйца. Способность эмбриональных клеток к передвижениям также важна для формирования органов взрослого организма.
На стадии гаструляции обособляются зародышевые листки, и в результате возникает трёхслойная структура — эктодерма (внешний слой), энтодерма (внутренний слой), мезодерма (промежуточный слой).
Хотя на ранних стадиях развития эмбриональные клетки могут развиваться в различных направлениях, под действием ряда факторов они постепенно детерминируются (приобретают способность развиваться в лишь одном определённом направлении).
На стадии органогенеза, который обеспечивается, главным образом, разнообразными клеточными перемещениями и дифференцировкой самих клеток, происходит разделение зародышевых листков на зачатки органов и систем, в ходе которого крупные зачатки дифференцируются на более мелкие, и в результате создаётся всё более и более сложная структура целого организма. Например, из той части эктодермы, которая образует зачаток нервной системы, выделяется головной мозг. Из последнего обособляются зачатки глаз, в которых выделяется сетчатка, а в ней дифференцируются специализированные зрительные клетки — палочки и колбочки.
Зародышевое развитие различных групп животных проходит неодинаково: у зародышей рыб образуется большой желточный мешок, птицам свойственны желточный мешок и особые органы — аллантоис и амнион, а млекопитающим, кроме того, ещё трофобласт и плацента.

### Стадии эмбрионального развития
1. дробление/бластуляция - деление зиготы. Бластула - это многоклеточный зародыш, имеющий однослойное строение. 1 зародышевый листок - первичная полость тела
2. гаструляция - объединение раздробившихся частей зиготы. Отличительной особенностью гаструлы является образование так называемых зародышевых листков — пластов (слоёв) клеток. У кишечнополостных на стадии гаструлы формируется два зародышевых листка: наружный — эктодерма и внутренний — энтодерма.  Образование зародышевых листков. На этой стадии образуются 2 зародышевых листка: наружный - эктодерма, и внутренний - энтодерма.
3. нейруляция - У прочих групп многоклеточных животных на стадии гаструлы формируется три зародышевых листка: наружный — эктодерма, внутренний — энтодерма и средний — мезодерма. Процесс развития гаструлы называют гаструляция. Организм развивается из 3-х зародышевых листков. С появлением мезодермы (третий зародышевый лист, находящийся между экто- и энтодермой, получившийся в результате деления экто- энтодермы митозом) начинаются процессы гистогенеза (процесс развития тканей зародыша) и органогенеза ( процесс развития органов зародыша). Из каждого зародышевого листка образуются определенные ткани и органы.

Из эктодермы - нервная система ( у позвоночных: спинной мозг, периферические нервы и головной мозг), зубную эмаль и эпидермис ( кожный эпителий), органы чувств, эпителий переднего и заднего отделов пищеварительной системы.
Из энтодермы - у позвоночных: слизистая оболочка всего кишечника и связанные с ним железы ( печень, поджелудочная железа и т.д.) у рыб еще плавательный пузырь и внутренние жабры, а у высших позвоночных — легкие
Из мезодермы - мышцы, выстилка вторичной полости тела, органы кровеносной, выделительной, половой систем, у позвоночных и иглокожих — внутренний скелет.

#### Зигота
диплоидная (содержащая полный двойной набор хромосом) клетка, образующаяся в результате оплодотворения (слияния яйцеклетки и сперматозоида). Зигота является тотипотентной клеткой, то есть способной породить любую другую. Термин ввёл немецкий ботаник Э. Страсбургер.
Зигота — это первая стадия жизни эмбриона и длится она не более двух суток. Зигота начинает очень быстро делиться и перемещается по маточным трубам, пока не попадет внутрь матки. Внутри матки зигота закрепляется.

#### Нейрула
На данной стадии зародышевого развития происходит образование нервной пластинки и её замыкание в нервную трубку.

## Эмбрион человека
Внутриутробное (пренатальное) развитие человека продолжается приблизительно 38 недель. Внутриутробное развитие разделяют на зародышевый (эмбриональный) период и плодный (фетальный) период. Такое разделение предложил американский эмбриолог Джорж Стритер . Эмбриональный период длится от оплодотворения до 56 дня развития (8 недель), в этот период развивающийся организм человека называется эмбрионом, или зародышем.
Период с 9-й недели развития до рождения в медицинской терминологии именуется фетальным, а внутриутробно развивающийся организм обозначают термином плод.
В течение своего развития эмбрион человека увеличивается в размере. В первую неделю развития эмбрион имеет шарообразную форму, его диаметр составляет от 0,12 до 0,2 мм. К 9 неделе развития (конец эмбрионального периода) эмбрион без оболочек и плаценты имеет длину около 5 см.
В течение первой недели эмбрион проходит стадии оплодотворенной яйцеклетки (зиготы), обретения многоклеточности (дробление), формирования первых тканей (бластоциста). В течение первой недели эмбрион питается за счет веществ, растворенных в маточной жидкости, но в ходе дальнейшего развития эмбрион устанавливает более тесную связь с организмом матери и получает питательные вещества непосредственно из кровяного русла матери. Контакт между организмом матери и эмбрионом осуществляется в специальных органах и тканях. Для осуществления этого контакта эмбрион прикрепляется к стенке матки (имплантация эмбриона). Имплантация начинается со 2 недели развития. Для осуществления имплантации эмбрион развивает специализированную ткань — трофобласт, которая, частично растворяя слизистую оболочку матки (эндометрий), осуществляет погружение развивающегося эмбриона в стенку матки. Трофобласт является внешним слоем развивающегося эмбриона, он окружает эмбрион со всех сторон, через него осуществляется взаимодействие эмбриона и матки. К 3 неделе развития эмбрион человека начинает развивать зародышевые оболочки: хорион и амнион. Хорион формируется из трофобласта, он представляет собой внешнюю оболочку, которая взаимодействует с кровеносными сосудами матери в тканях матки. К концу эмбрионального периода хорион и децидуальная ткань матки сформируют совместный орган — плаценту. Амнион — внутренняя оболочка, которая прирастает к хориону изнутри и анатомически не отделима от него. Собственно будущий плод находится внутри хориона и амниона. Таким образом, на 3 неделе развития эмбрион человека представляет собой шаровидное образование, диаметром 1—2 см. В акушерской практике такое образование обычно именуют термином «плодное яйцо». Внутри «плодного яйца» развивается так называемый «зародышевый диск» и примыкаемый к нему желточный мешок. Тело будущего человека развивается из той части эмбриона, которая называется «зародышевый диск», остальные части эмбриона выполняют вспомогательную функцию, они являются временными образованиями: желточный мешок втягивается внутрь эмбрионального кишечника и исчезает, хорион и амнион формируют «плодный пузырь», который разрывается в процессе родов и отторгается из матки после рождения ребенка (обычно это происходит во время «рождения плаценты»). Такие временные эмбриональные органы называют провизорные органы. Хотя формально и по сути провизорные органы являются частью эмбриона, их часто обозначают термином внезародышевые (экстраэмбриональные) органы. Соответственно ту часть эмбриона, которая в будущем даст плод, а затем тело младенца, часто называют «собственно эмбрионом». Чтобы избежать путаницы, используют словосочетания «собственно эмбрион» и «эмбрион в оболочках».
Прекращение беременности до истечения 28 недель вследствие рождения плода может классифицироваться либо как аборт, либо как несвоевременные роды. В СССР прекращение беременности на сроках от 16 до 28 недель считалось несвоевременными родами в случае, если плод доживал до момента выписки матери из лечебного учреждения. Иные ситуации (рождение до 16 недель, смерть плода до момента выписки) причислялись к абортам, подразделяемым на искусственные и самопроизвольные, последние также именуются выкидышами.
Причинами самопроизвольных абортов (выкидышей) могут быть:
- инфекционные заболевания, как острые (например, тифы, малярия, краснуха, крупозная пневмония, грипп), так и хронические (например, сифилис, туберкулёз, токсоплазмоз);
- сердечно-сосудистые заболевания (гипертоническая болезнь, тяжёлые пороки сердца), заболевания почек, эндокринные расстройства, психические травмы;
- хронические отравления, вызванные ртутью, бензином, никотином, алкоголем, марганцем;
- несовместимость крови матери и плода (в первую очередь, различие по резус-фактору);
- заболевания половых органов женщины (опухоли и воспалительные процессы половых органов, Физиологический инфантилизм и др.);
- дефицит витаминов (главным образом, А и Е) в пище беременной;
- хромосомные нарушения.

Наличие вредных привычек может отрицательно сказаться на беременности. Курение матери повышает риск рождения детей,  недоношенных по срокам и по весу. Употребление алкоголя связано с задержкой физического и психического развития детей, наличием у них дефектов лица и конечностей, пороков сердца.

## Статус человеческого эмбриона
Вопрос о статусе человеческого эмбриона рассматривается, среди прочего, в рамках биоэтики. Ключевое значение при таком рассмотрении имеет признание или непризнание «человеческого» содержания у эмбриона.
На данный момент статус эмбриона в российском законодательстве не до конца ясен, поскольку трудно «ответить на вопрос о том, воспринимает ли право идею существования эмбриона как субъекта правоотношений». В частности, закон «О трансплантации органов и (или) тканей человека» рассматривает эмбрионы как разновидность человеческих органов, хотя его действие на эмбрионы не распространяется. Далее, существует представление о невозможности считать эмбрион человеком, «так как он не обладает правоспособностью».
В то же время юридическая мысль признаёт, что к человеческим органам эмбрион отнесён быть не может, поскольку является новым организмом со своими собственными органами. Осознаётся и тот факт, что «в эмбрионе заложены все основы жизни». Таким образом, ситуацию следует признать сложной в силу двойственности правовой природы эмбрионов, что создаёт серьёзные правовые проблемы, ибо «возникает вопрос о том, может ли эмбрион быть объектом правоотношений».

### Право собственности на эмбрионы
Эмбрионы становятся предметом имущественных споров в разных странах, включая США. Весьма известно так называемое дело Дэвисов (слушалось в 1989 году в штате Теннесси), когда в процессе раздела имущества разводящихся супругов возник вопрос о правах на ранее замороженные эмбрионы. В итоге суд передал эмбрионы матери во временное владение для целей имплантации. Кроме того, суд установил, что человеческая жизнь начинается с момента зачатия и что по этой причине эмбрион не является объектом права собственности.
Однако в другом деле, которое слушалось в Нью-Йорке в 1995 году, эмбрионы были переданы бывшей жене в собственность. Известен также случай, когда супруги требовали изъять из лаборатории ранее переданный ими на исследование эмбрион. В итоге суд потребовал передать эмбрион супругам, не обнаружив, однако, наличия права собственности и подтвердив, «что человеческий эмбрион не является объектом права собственности».
Таким образом, американская правовая мысль в принципе готова признать эмбрион объектом правоотношений, однако этот объект весьма специфичный: как правило, суды не признают право собственности на эмбрионы, поскольку последние являются началом новой человеческой жизни.

### Права эмбриона
В дискуссиях о приемлемости или неприемлемости тех или иных манипуляций с эмбрионами важное место занимает понятие прав эмбриона. В частности, запрет на использование эмбриона или эмбриональных тканей в целях медицинских исследований основан на признании таких прав. Их защитники, сторонники так называемой «консервативной позиции», ссылаются на то, что с момента зачатия человеческая жизнь свята и неприкосновенна, а также утверждают, что эмбрион обладает всеми человеческими правами.  Сторонники так называемой «либеральной позиции» даже на самых поздних стадиях беременности отказываются признавать самостоятельный статус плода, а решение его судьбы отдаётся матери или медикам.
Естественные неотчуждаемые права человека включают, среди прочего, право на жизнь. Вопрос о том, каков момент возникновения права на жизнь, от которого и берёт свой отсчёт правосубъектность, крайне важен для уголовного и гражданского права и для юриспруденции в целом. Существует представление, согласно которому правовой статус эмбриона должен определяться на основе того факта, что эмбрион является началом новой жизни, а не частью человеческого организма. Сторонники этой позиции исходят из того, что человек как новое существо (биологический индивидуум) возникает сразу после слияния родительских половых клеток.

## Аборт
Або́рт — искусственное прерывание беременности. По современным медицинским стандартам, аборт проводится, как правило, при сроке до 20 недель беременности или, если срок беременности неизвестен, при весе плода до 400 г.
В России 1995—2003 годов аборты составляли среди причин материнской смертности «стабильно большую долю»: от 16,6 % (2003) до 28,7 % (1995).

## Выкидыш
Выкидыш, самопроизвольный аборт — самопроизвольное патологическое прерывание беременности. Самопроизвольным абортом заканчиваются 15—20 % клинически установленных случаев беременности. Эти цифры являются нижней оценочной границей, так как во многих случаях выкидыш происходит на ранних стадиях — до того, как женщина поймет, что она забеременела, при этом клинические признаки выкидыша ошибочно принимают за обильные месячные или за их задержку.

## Этимология
В английский язык термин embryo, аналог российских эмбрион и зародыш, вошёл в конце XVI века из средневековой латыни, в которую попал из греческого. В буквальном переводе с греческого он означает «растущее внутри» или «вырастающее наружу, вовне».

## Исследования
Исследователям из Нидерландов (MERLN Institute and the Hubrecht Institute) удалось вырастить образцы синтетических эмбрионов грызунов, комбинируя определенные виды стволовых клеток. Данный метод поможет ученым глубже изучить самые первые моменты процесса зарождения новой жизни, что, в свою очередь, может привести к появлению новых эффективных методов борьбы с бесплодием и другими генетическими заболеваниями.